# Разсъждение върху произхода на неравенството
„Разсъждение върху произхода на неравенството“ с пълно заглавие „Разсъждение върху следния въпрос, предложен от Дижонската академия: Какъв е произходът на неравенството между хората и основава ли се то на природния закон“ (на френски: Discours sur l'origine et les fondements de l'inégalité parmi les hommes) е произведение на Жан-Жак Русо, написано през 1754 и публикувано през 1755 г.
В 1750 г. Русо печели конкурс, обявен по-рано от Дижонската академия, но този опит да повтори постижението се проваля. Публикуването на текста е посрещнато с неодобрение, както от църквата, която осъжда отклонението от библейските представи, така и от просветителите, които считат, че Русо обезценява идеята за прогрес на човечеството. Волтер, както става известно, се изказва особено остро против есето. В 1962 г. Леви-Строс възхвалява текста, като счита, че той позволява Русо да бъде приет за „основоположник на науките за човека“. Аргументацията, която Русо развива изхожда от едно идеализирано природно състояние, което съвсем не е библейският рай; в същото време той показва, че в съвременността недъзите са повече от преимуществата, т.е. прогресът не е безусловно благо.